# Costa d'Avorio ai Giochi olimpici
La Costa d'Avorio ha partecipato per la prima volta ai Giochi olimpici nel 1964. Non ha mai partecipato ai Giochi olimpici invernali.
La prima medaglia olimpica per la Costa d'Avorio fu vinta a Los Angeles 1984 quando Gabriel Tiacoh vinse una medaglia d'argento. La prima medaglia d'oro giunse a Rio de Janeiro 2016 grazie a Cheick Sallah Cissé nel Taekwondo. Nella stessa edizione fu vinta anche la prima medaglia femminile, ancora nel Taekwondo da Ruth Gbagbi che si ripeterà ai successivi Giochi olimpici di Tokyo.
Il Comitato Olimpico Nazionale della Costa d'Avorio, creato nel 1962, venne riconosciuto dal CIO nel 1963.

## Medaglieri

### Medaglie alle Olimpiadi estive
| Giochi                 | Oro              | Argento          | Bronzo           | Totale           |
| ---------------------- | ---------------- | ---------------- | ---------------- | ---------------- |
| 1968 Città del Messico | 0                | 0                | 0                | 0                |
| 1972 Monaco            | 0                | 0                | 0                | 0                |
| 1976 Montreal          | 0                | 0                | 0                | 0                |
| 1980 Mosca             | non partecipante | non partecipante | non partecipante | non partecipante |
| 1984 Los Angeles       | 0                | 1                | 0                | 1                |
| 1988 Seoul             | 0                | 0                | 0                | 0                |
| 1992 Barcellona        | 0                | 0                | 0                | 0                |
| 1996 Atlanta           | 0                | 0                | 0                | 0                |
| 2000 Sydney            | 0                | 0                | 0                | 0                |
| 2004 Atene             | 0                | 0                | 0                | 0                |
| 2008 Pechino           | 0                | 0                | 0                | 0                |
| 2012 Londra            | 0                | 0                | 0                | 0                |
| 2016 Rio de Janeiro    | 1                | 0                | 1                | 2                |
| 2020 Tokyo             | 0                | 0                | 1                | 1                |
| 2024 Parigi            | 0                | 0                | 1                | 1                |
| Totale                 | 1                | 1                | 3                | 5                |

### Medagliati
| Medaglia | Atleta              | Edizione            | Sport            | Evento              |
| -------- | ------------------- | ------------------- | ---------------- | ------------------- |
| Argento  | Gabriel Tiacoh      | Los Angeles 1984    | Atletica leggera | 400m piani uomini   |
| Oro      | Cheick Sallah Cissé | Rio de Janeiro 2016 | Taekwondo        | Fino a 80 kg uomini |
| Bronzo   | Ruth Gbagbi         | Rio de Janeiro 2016 | Taekwondo        | Fino a 67 kg donne  |
| Bronzo   | Ruth Gbagbi         | Tokyo 2020          | Taekwondo        | Fino a 67 kg donne  |
| Bronzo   | Cheick Sallah Cissé | Parigi 2024         | Taekwondo        | Oltre 87 kg uomini  |